# Sevel
Sevel Sud (wł. Società Europea Veicoli Leggeri Sevel S.p.A.), Sevel Nord (fr. Société Européenne de Véhicules Légers S.A.) – spółki joint venture pomiędzy koncernami FIAT Auto i PSA Peugeot Citroën, od lat 80. XX wieku zajmujące się głównie produkcją lekkich samochodów dostawczych i bazujących na nich samochodów osobowych.
FIAT Auto wspólnie z koncernem PSA Peugeot Citroën jest obecnie współwłaścicielem trzech spółek i fabryk samochodów dostawczych oraz bazujących na nich modeli osobowych. Działała również spółka Sevel Argentina S.A. zarządzająca fabrykami samochodów w Argentynie. W 2002 roku oba koncerny podpisały umowę przedłużającą i określającą działanie spółek europejskich do 2017 roku.

## Sevel Sud

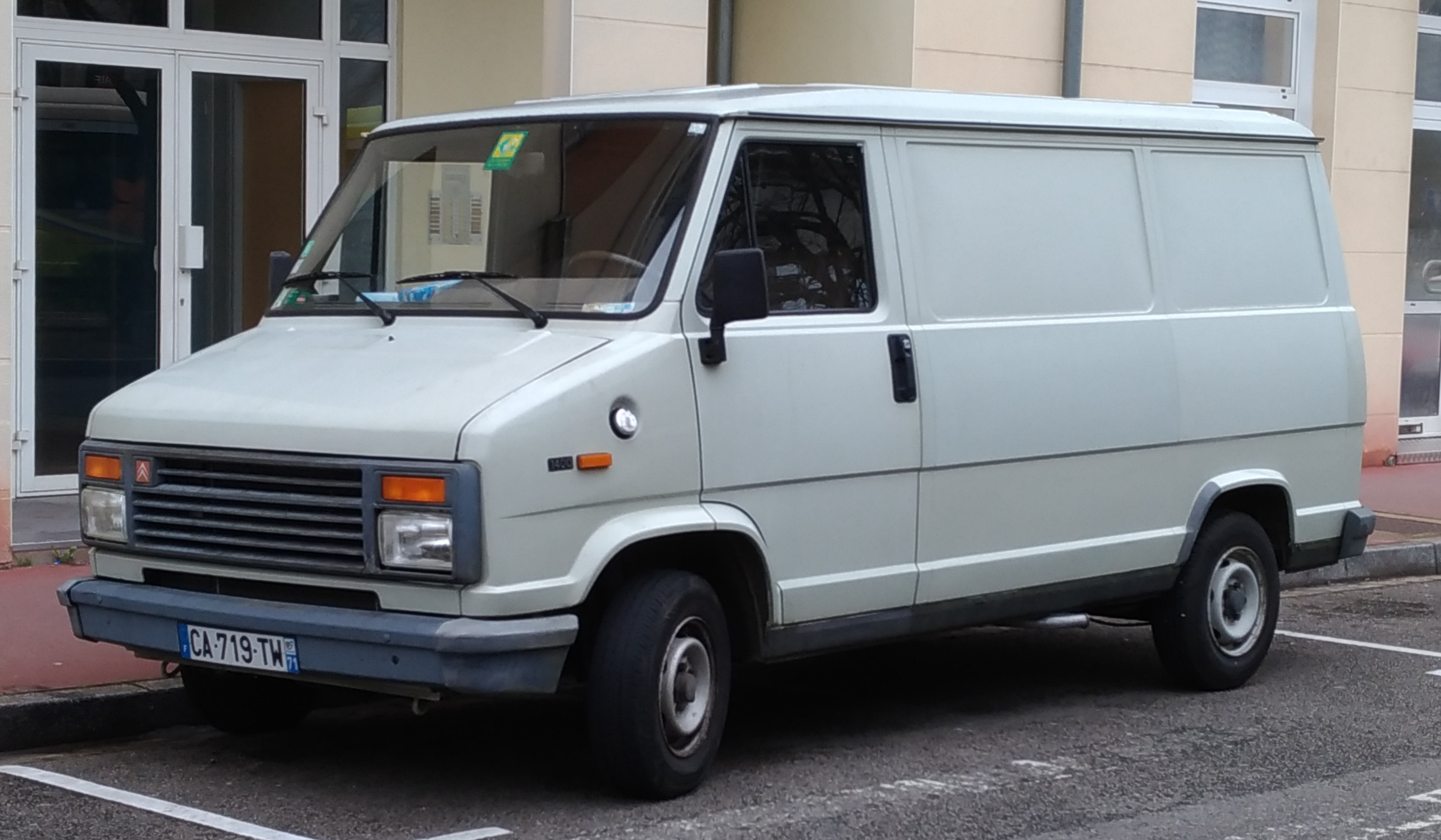
Citroën C25

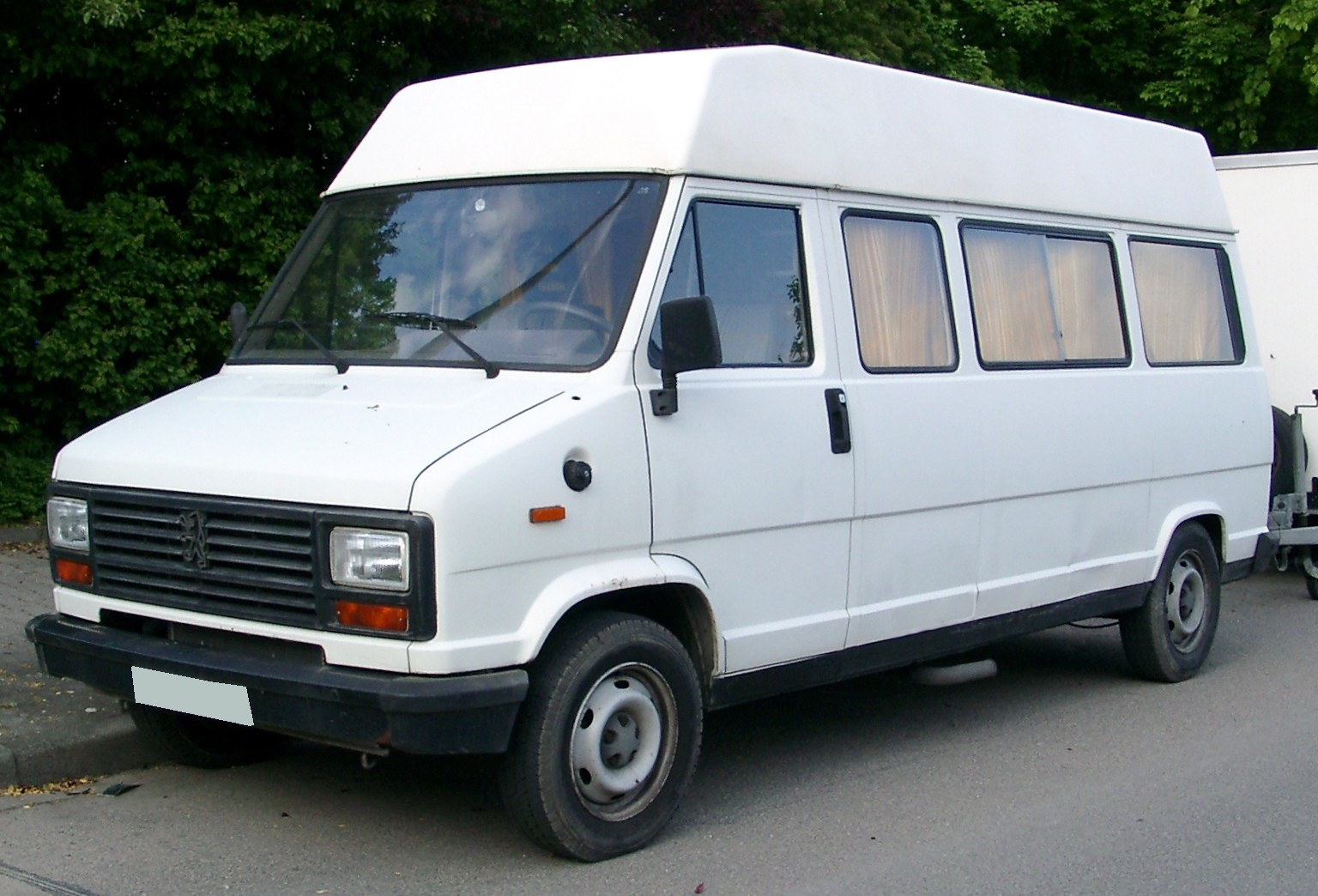
Peugeot J5

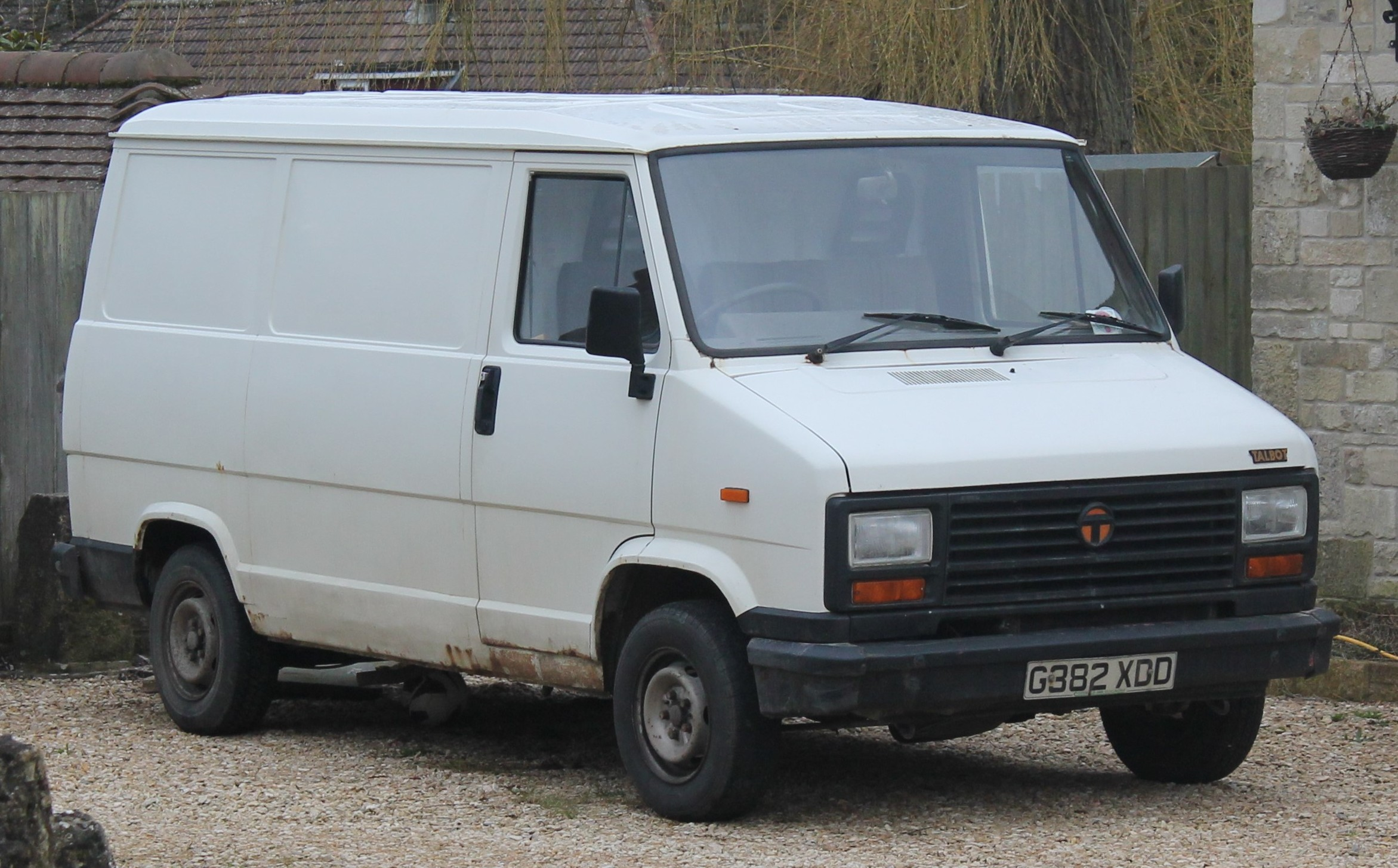
Talbot Express z 1991 roku

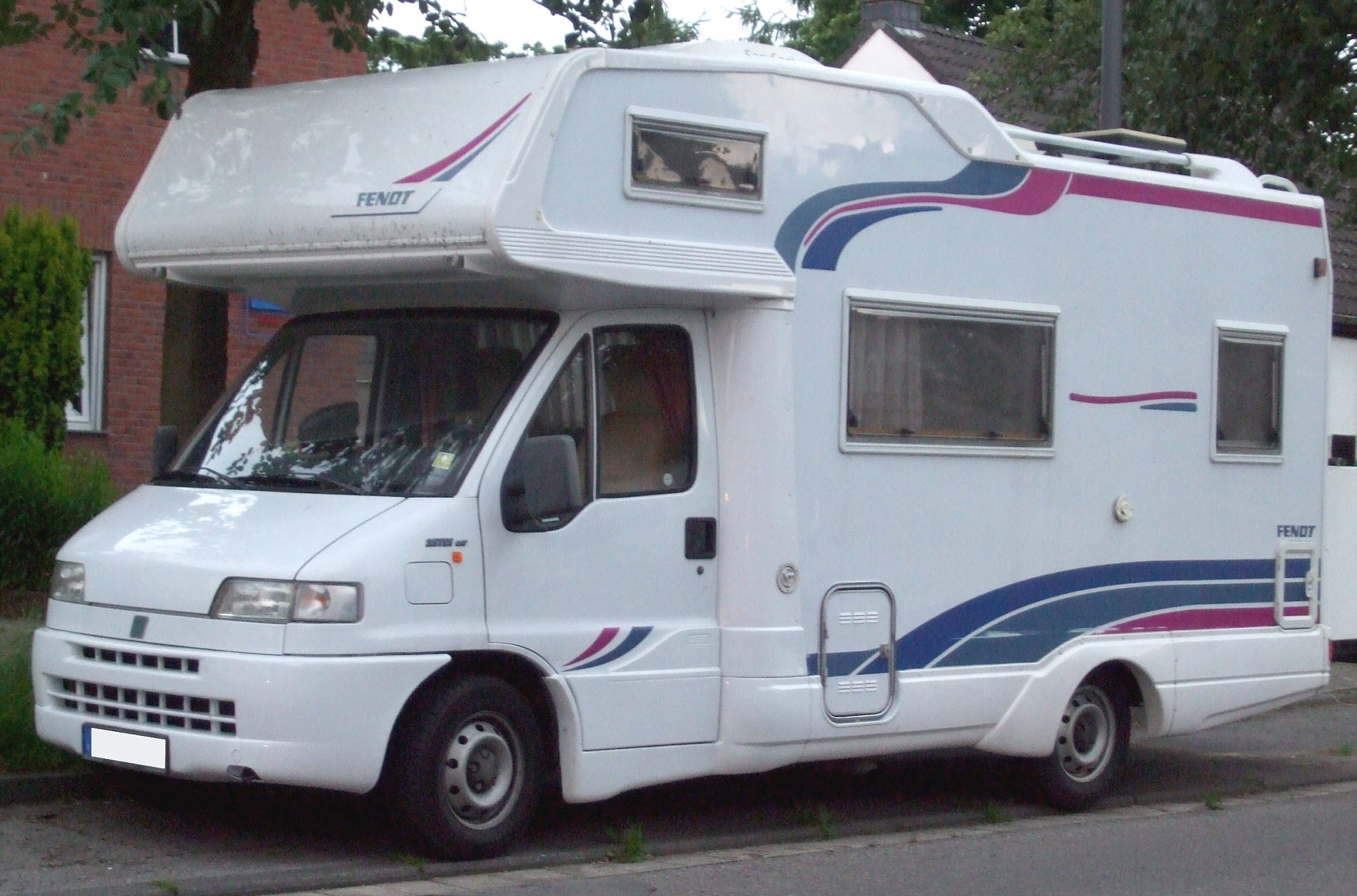
Samochód kempingowy Fendt na bazie Fiata Ducato II

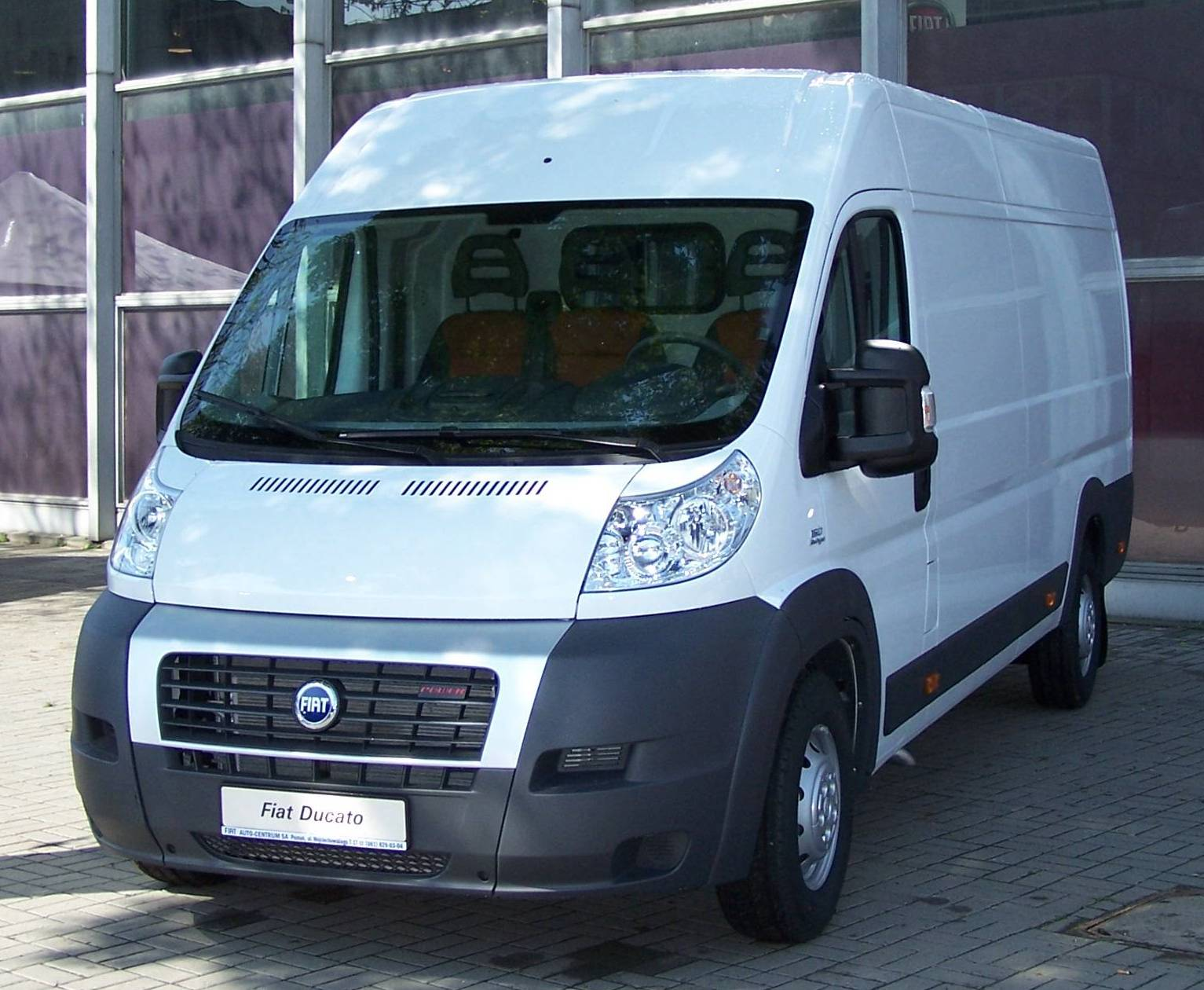
Fiat Ducato III z 2007 roku

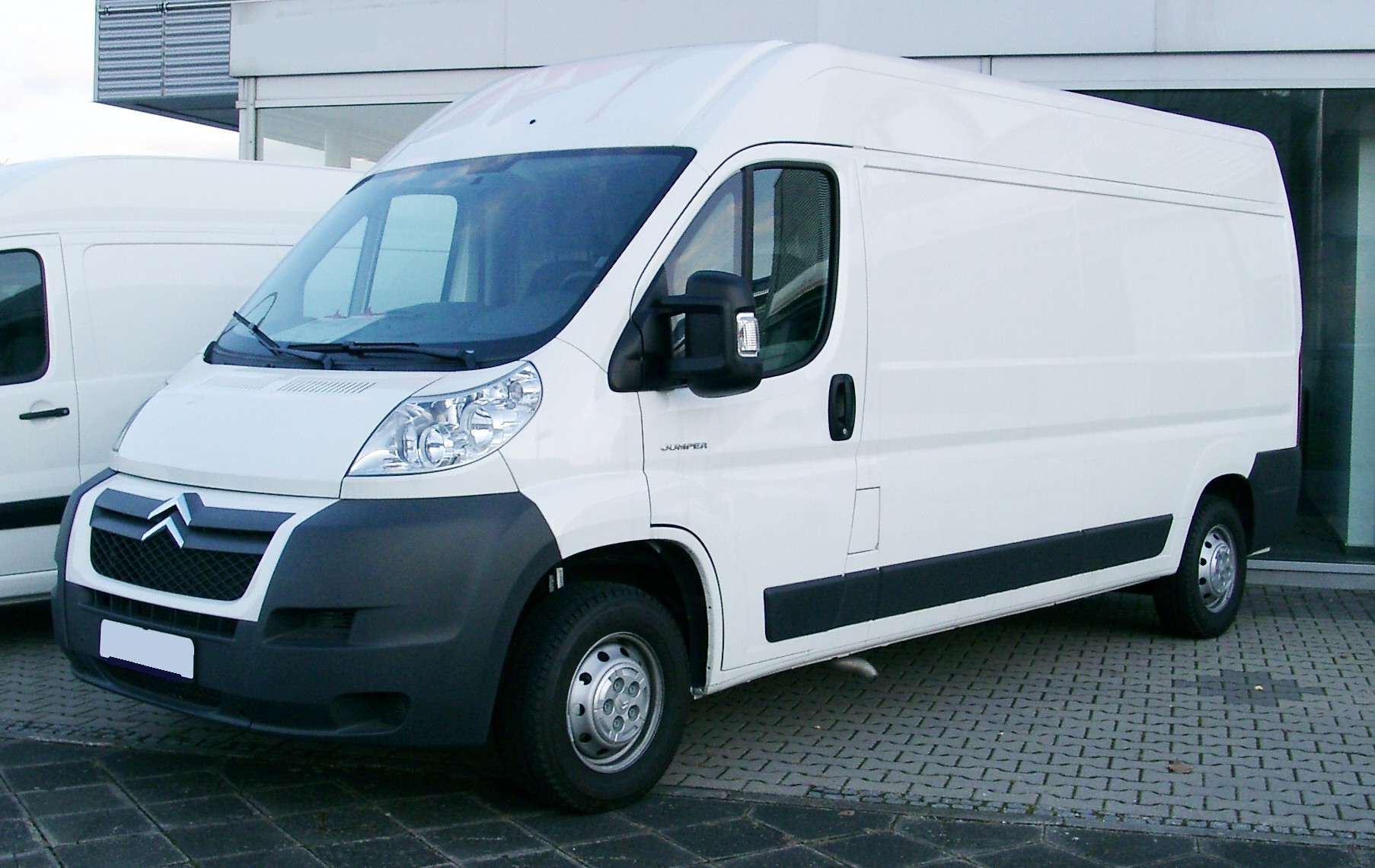
Citroën Jumper II z 2007 roku

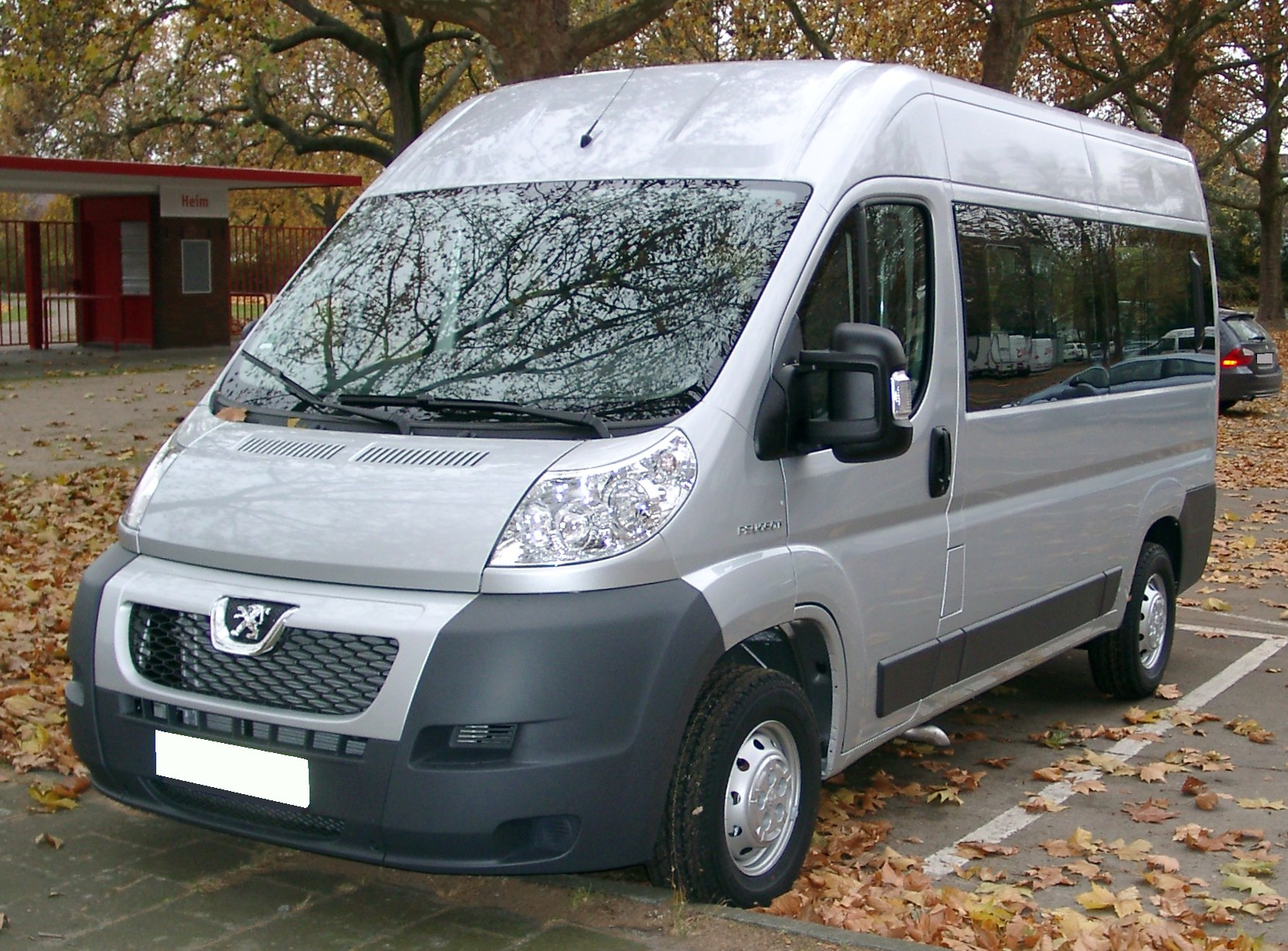
Peugeot Boxer II z 2007 roku

W 1978 r. powstała spółka Sevel Sud, w której FIAT Auto ma 50%, a firmy Peugeot i Citroën po 25% akcji. Zaprojektowała ona pojazdy i w 1981 r. uruchomiła fabrykę samochodów dostawczych w Val di Sangro pomiędzy gminami Atessa i Paglieta w prowincji Chieti w regionie Abruzja w środkowych Włoszech. W okresie rozruchowym produkcja wynosiła 350 sztuk dziennie (ok. 80 tys. szt./r.). Powstają w niej kolejne generacje modelu Fiat Ducato, oraz Citroën Jumper i Peugeot Boxer. Wcześniej produkowano tam modele Citroën C25 i Peugeot J5. Początkowa zdolność produkcyjna fabryki wynosiła 190 tys. sztuk rocznie. W latach 90. XX wieku zwiększono ją do 210 tys. sztuk, a następnie do 230 tys. sztuk. W 2006 roku zwiększono zdolności produkcyjne do 260 tys. sztuk rocznie. Jest to obecnie największy w Europie zakład produkujący tylko samochody dostawcze i ich odmiany osobowe. Zatrudnienie wynosi około 5200 osób. W procesie produkcji duży nacisk jest kładziony na ochronę środowiska, dlatego m.in. samochody są malowane lakierami wodnymi. W lakierni pracują 23 roboty przemysłowe. Tym zakładem zarządza koncern FIAT Auto.
We wrześniu 2000 r. Fiat uruchomił w Sete Lagoas w Brazylii (we wspólnym zakładzie z firmą Iveco) produkcję Fiata Ducato II, później zastąpiony przez model Ducato III. Następnie uruchomiono w tym kraju produkcję Citroëna Jumper II i Peugeota Boxer II. Część podzespołów do tych samochodów pochodzi z Europy. 15 grudnia 2005 roku zakład w Val di Sangro wyprodukował 3 milionowy pojazd.
Samochody produkowane w firmie „Sevel Sud”, zwłaszcza Fiat Ducato, są wykorzystywane jako podwozia kamperów.
Zakład w Val di Sangro produkował już trzy generacje pojazdów. Pierwsza, w latach 1981–1993 obejmowała modele:
- Alfa Romeo AR6
- Fiat Ducato I
- Citroën C25
- Peugeot J5
- Talbot Express (1986-1992)

Druga generacja, produkowana w latach 1993–2006, obejmowała modele:
- Fiat Ducato II
- Citroën Jumper (na rynku brytyjskim „Citroën Relay”)
- Peugeot Boxer

Te trzy modele otrzymały tytuł Samochodu Dostawczego Roku 1994 („Van of the Year 1994”).
Trzecia generacja, o kodzie fabrycznym X250, jest produkowana od maja 2006 roku i obejmuje modele:
- Fiat Ducato III
- Citroën Jumper II (Citroën Relay II)
- Peugeot Boxer II

## Sevel Argentina

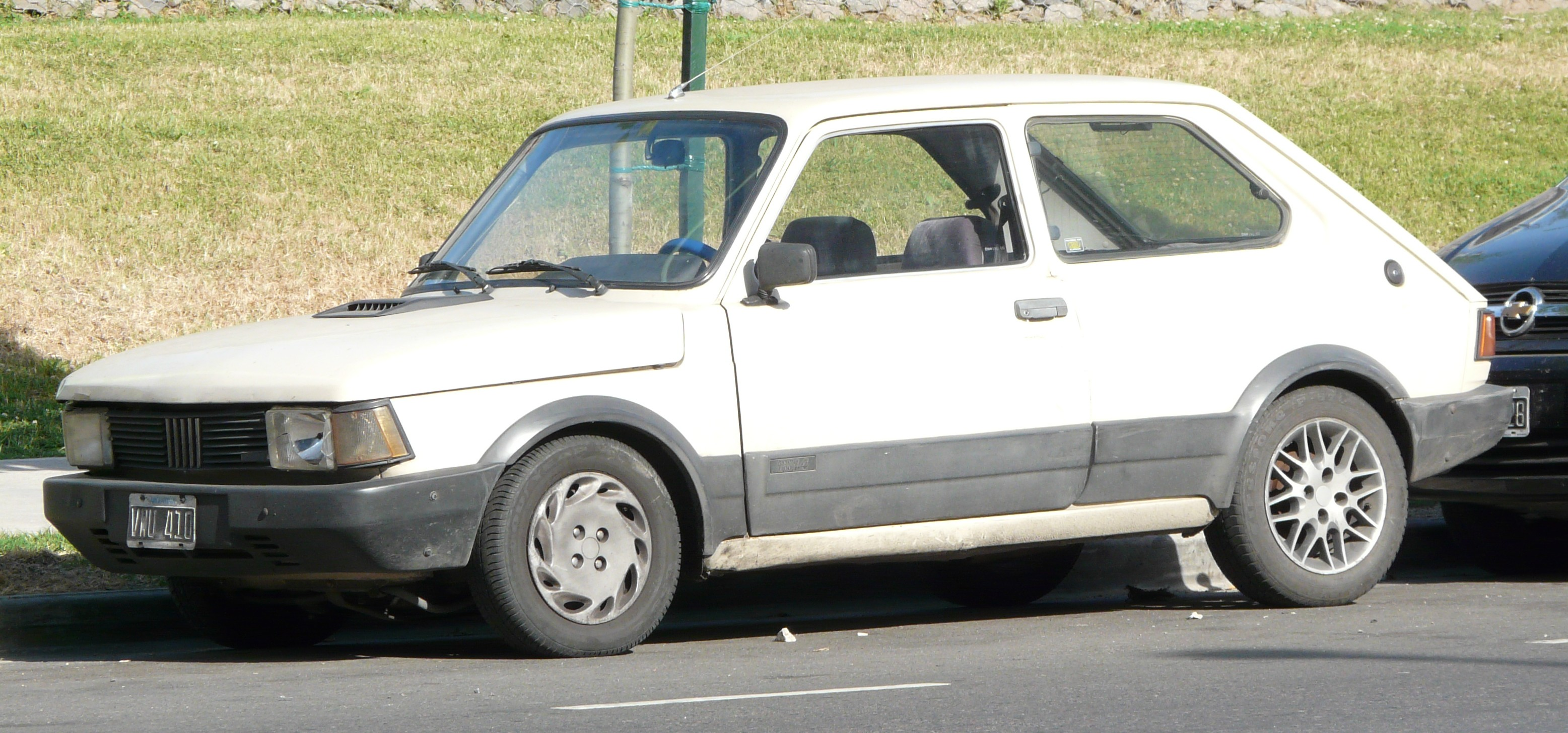
Fiat Spazio w Buenos Aires

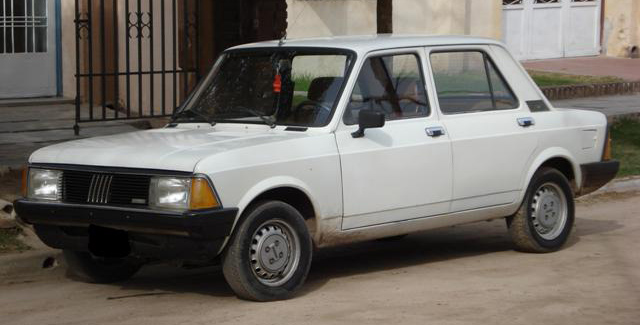
Fiat Super Europa CL z 1990 roku

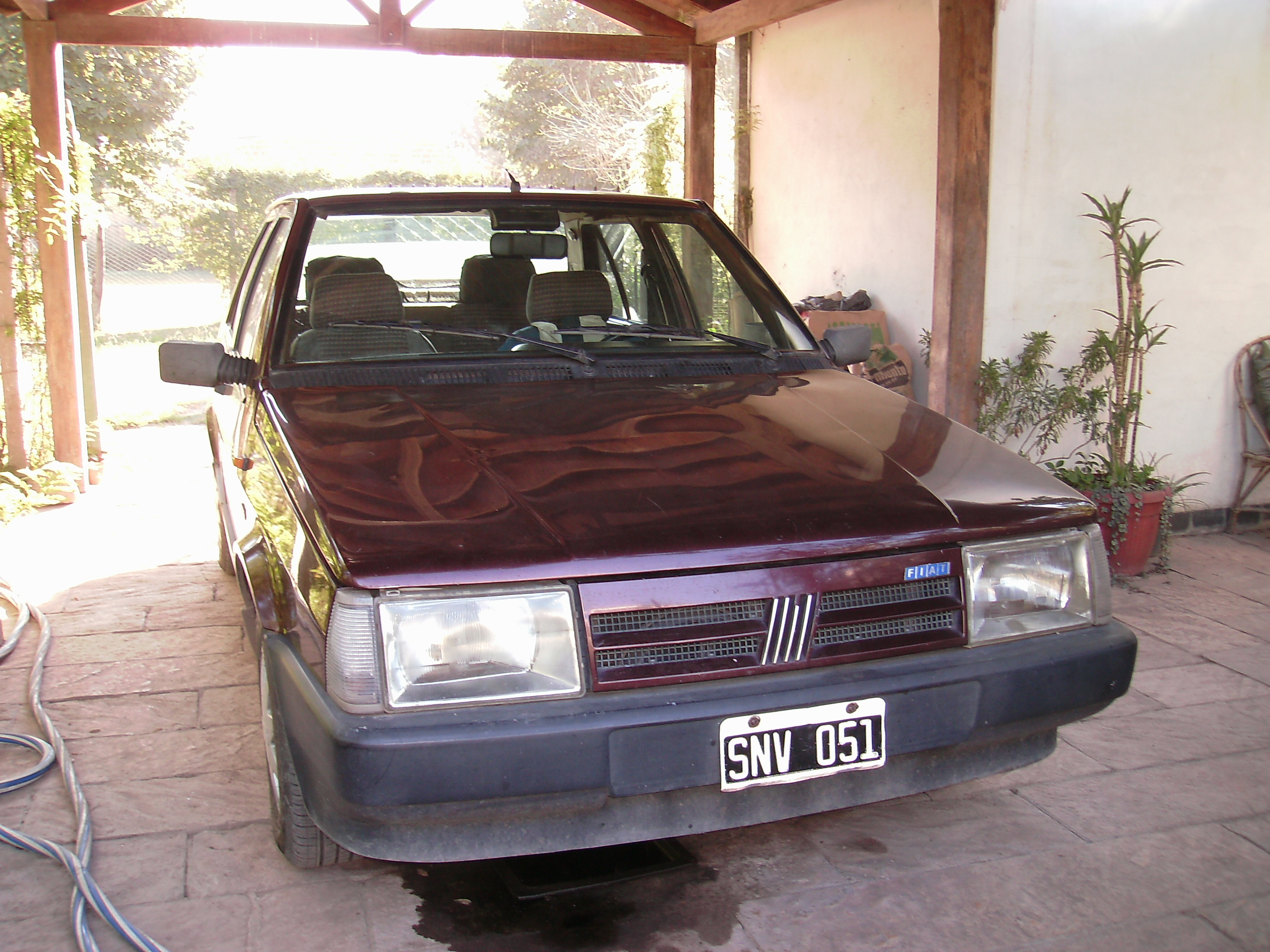
Fiat Regatta z 1993 roku

W 1981 roku z połączenia filii koncernów FIAT Auto i PSA Peugeot Citroën powstała spółka „Sevel Argentina S.A.” z zakładami w Buenos Aires i Córdobie. Działała ona przez kilkanaście lat. W 1982 roku przejęła ją argentyńska „Grupo Marci”. Produkowano m.in. modele Fiat Fiorino, Fiat Regatta, Fiat Super Europa oraz Peugeot 504 i Peugeot 505 w różnych wersjach nadwoziowych. Produkcja rozwinęła się znacznie w pierwszej połowie lat 90., sięgając około 180 tys. sztuk rocznie, w tym około 130 tys. pod marką Fiat. Udziały tego koncernu w spółce wynosiły wówczas kilkanaście procent. W drugiej połowie lat 90. ze spółki wycofał się Fiat, po otwarciu w kwietniu 1997 r. nowego dużego własnego zakładu w Cordobie. Peugeot w 1997 roku przejął 15% akcji firmy „Sevel Argentina”, zwiększając ten udział do 50% w 1998 roku oraz 100% w 1999 roku. Przejmował w ten sposób stopniowo kontrolę nad spółką, która wcześniej prawdopodobnie nosiła przez pewien czas nazwę „Diasa”. W 2000 roku zmieniono nazwę z „Sevel Argentina” na „Peugeot-Citroën Argentina S.A.”. Peugeot po ponownym wejściu do spółki dostarczał jeszcze przez kilka lat starsze modele Fiata do jego sieci sprzedaży. Zmodernizował stare zakłady spółki i uruchomił w nich produkcję nowych modeli własnej marki (206, 306, zastąpiony z czasem przez 307, oraz Partner), w tym także modeli dostawczych i osobowych Citroën Berlingo w 1999 roku. Nowe zakłady mają zdolność produkcyjną około 140 tys. sztuk rocznie.
W czerwcu 2006 roku koncerny PSA Peugeot Citroën i FIAT Auto wznawiając współpracę w Argentynie podpisały 10-letnią umowę produkcyjną na rynku krajów Mercosur. W jej ramach w 2008 roku w zakładzie FIAT Auto w Córdobie ruszyła produkcja skrzyń biegów z przeznaczeniem dla PSA Peugeot Citroën. Maksymalna zdolność produkcyjna wynosi 140 tys. sztuk rocznie.

## Sevel Nord

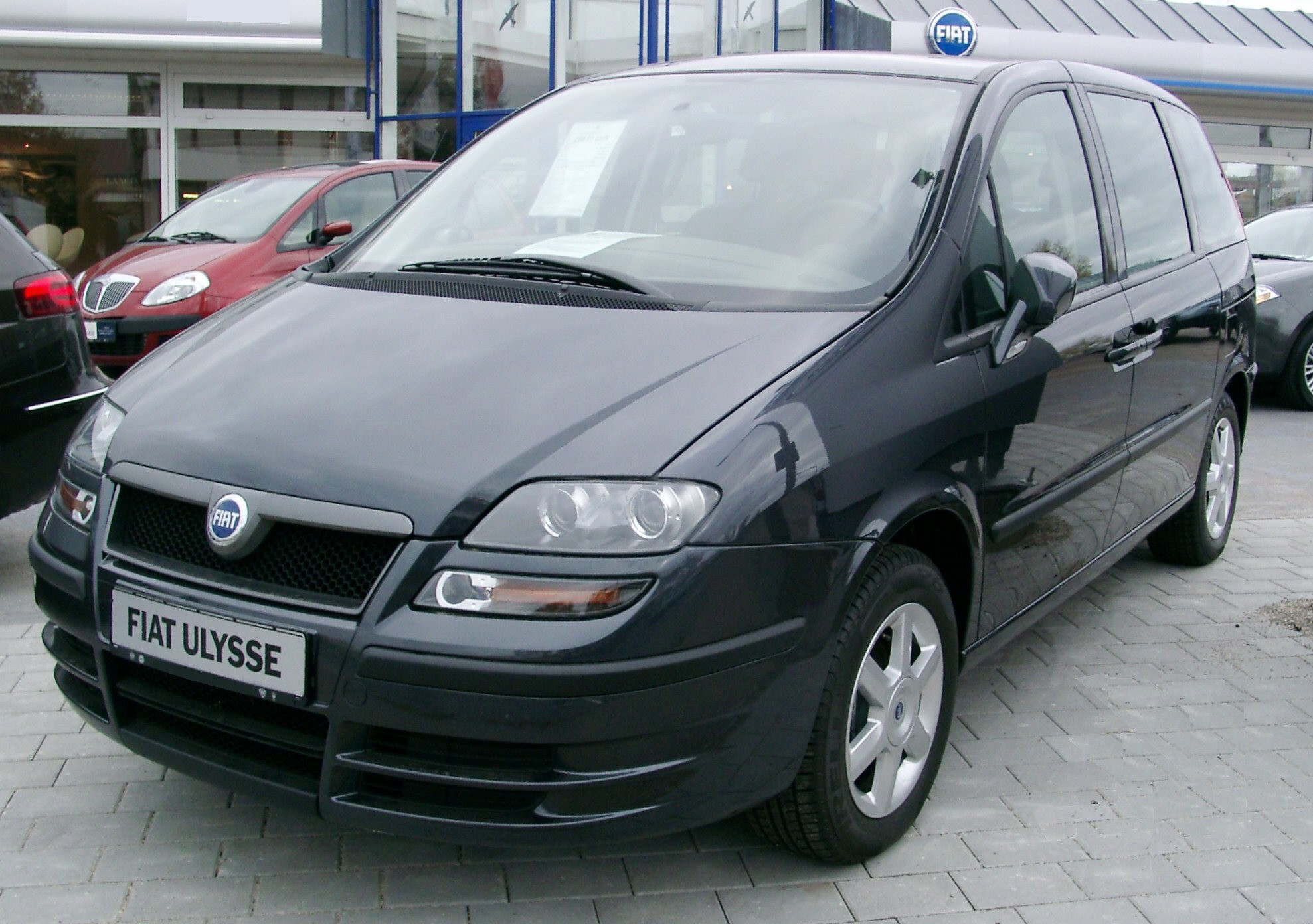
Fiat Ulysse II

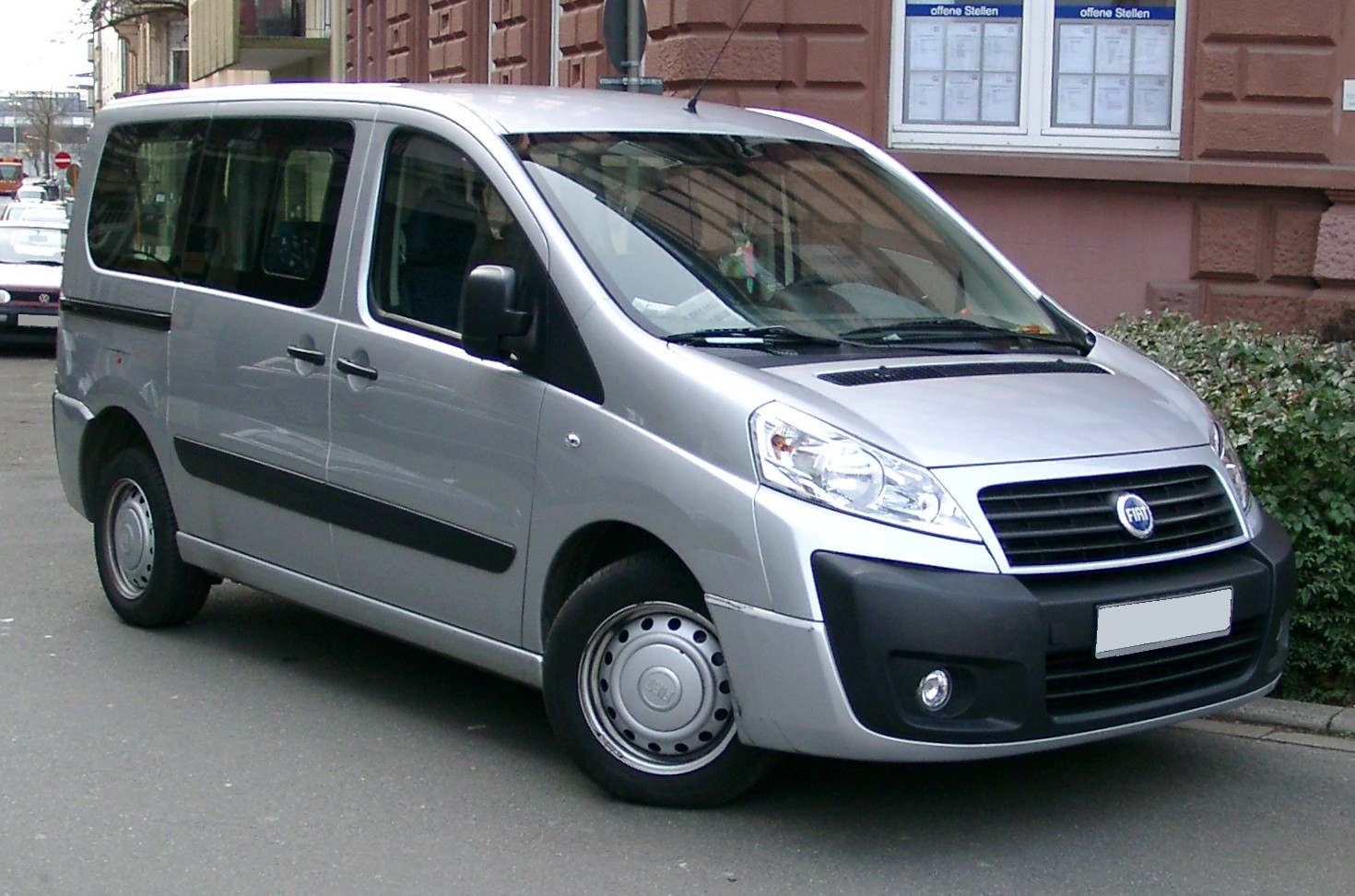
Fiat Scudo II z 2007 roku

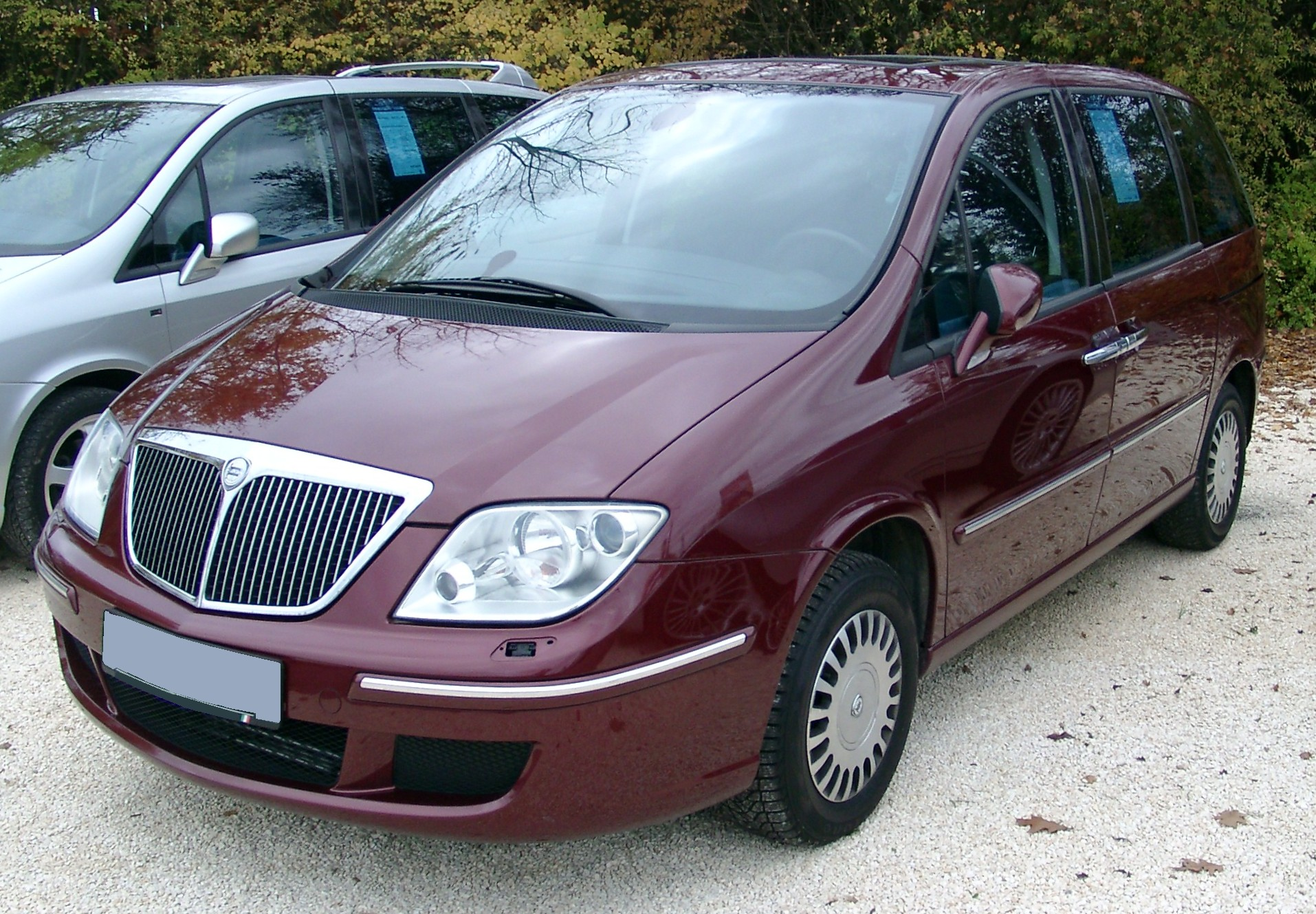
Lancia Phedra z 2007 roku

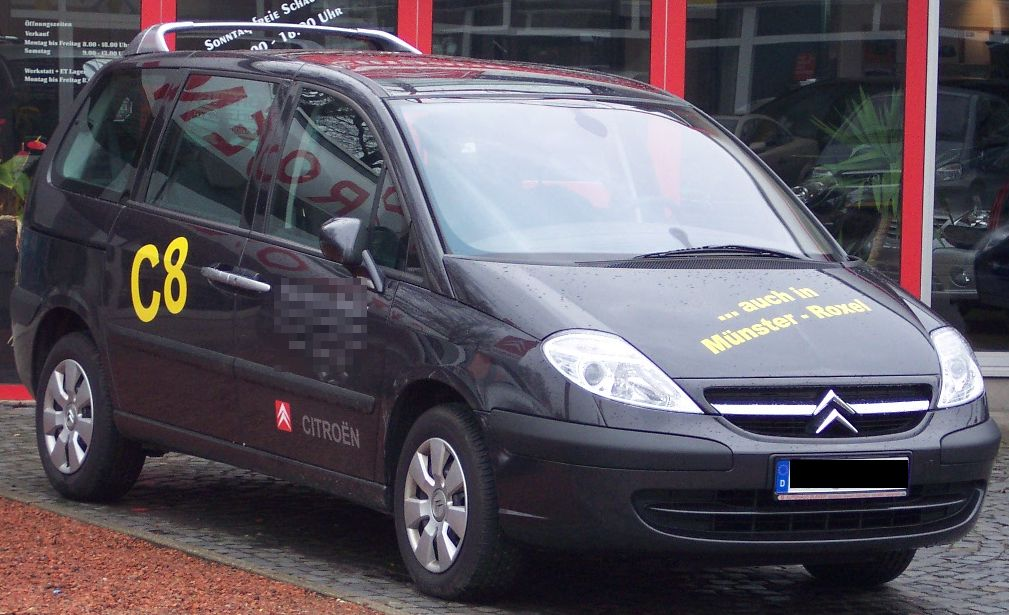
Citroën C8 z 2005 roku

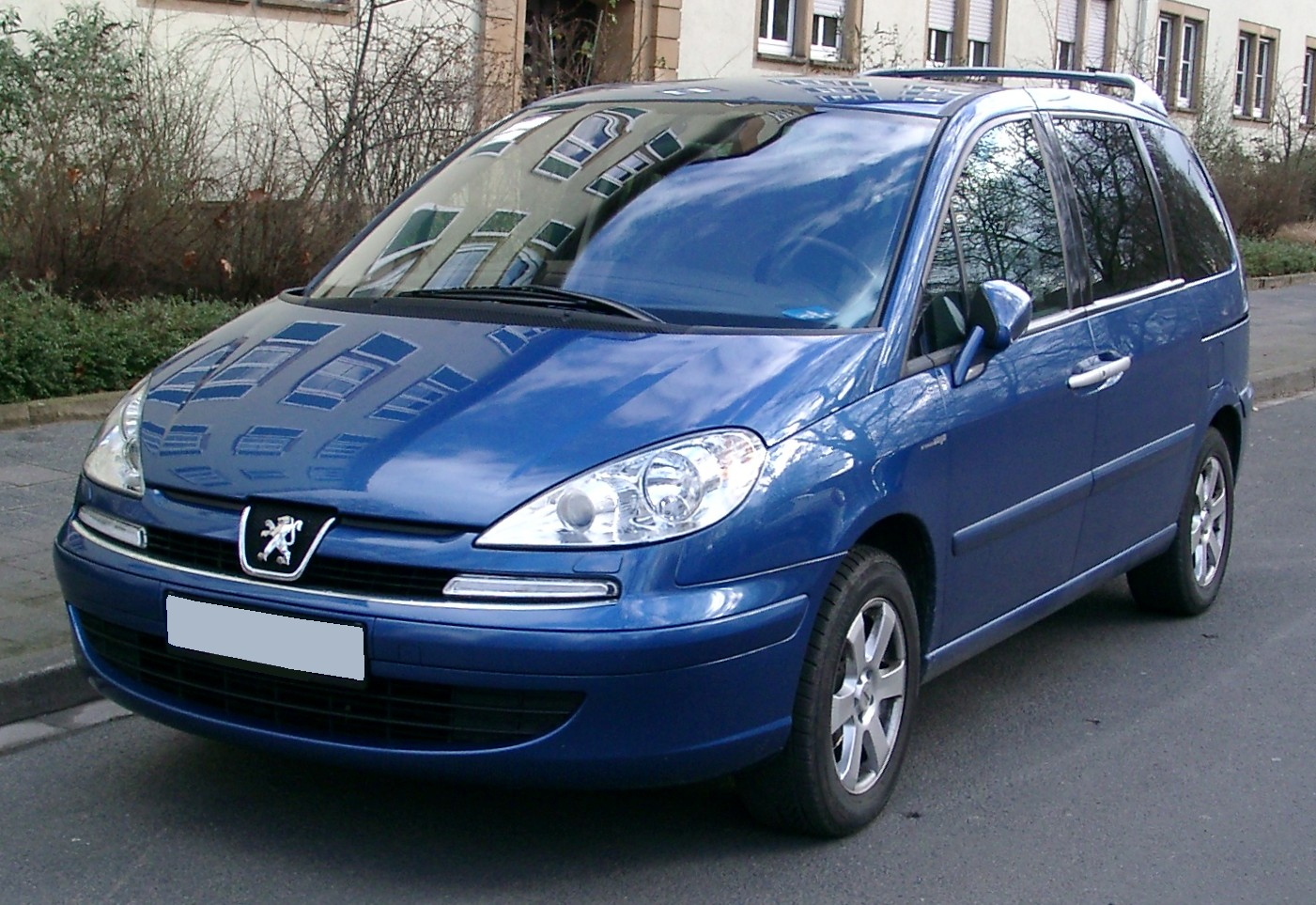
Peugeot 807

W 1988 roku podjęto prace nad utworzeniem fabryki produkującej samochody osobowe typu van i bazujące na nich lżejsze samochody dostawcze. Od 1994 r. działa fabryka spółki Sevel Nord w Lieu-Saint-Amand koło Hordain w północnej Francji. Produkuje się tam dostawcze modele Citroën Jumpy i Peugeot Expert oraz znacznie mniejsze liczby modelu Fiat Scudo. Obok dostawczych powstają modele osobowe klasy van: Citroën C8, Peugeot 807, oraz znacznie mniej licznie produkowane modele Fiat Ulysse i Lancia Phedra. Wcześniej powstawały tam modele Citroën Evasion, Peugeot 806, oraz Lancia Zeta. Być może powstała tam również mała seria modeli dostawczych Iveco. Zdolność produkcyjna tego zakładu wynosi 200 tys. sztuk rocznie, w tym 130 tys. sztuk samochodów dostawczych. Zarządza nim koncern PSA Peugeot Citroën.
W Lieu-Saint-Amand powstawały dwie generacje pojazdów osobowych typu van, pierwsza w latach 1994–2002 obejmowała modele:
- Citroën Evasion (na rynku brytyjskim jako „Citroën Synergie”)
- Fiat Ulysse I
- Lancia Zeta
- Peugeot 806

Druga generacja produkowana w latach 2002–2010 (w przypadku Lancii i Fiata) i 2002-2014 (w przypadku Citroëna i Peugeota), obejmowała modele:
- Citroën C8
- Fiat Ulysse II
- Lancia Phedra
- Peugeot 807

W latach 1995–2006 produkowano również modele samochodów dostawczych w klasie tzw. „duży kompakt”:
- Citroën Jumpy I (na rynku brytyjskim jako „Citroën Dispatch I”)
- Fiat Scudo
- Peugeot Expert

W latach 2006–2016 produkowana była druga generacja modeli samochodów dostawczych w klasie tzw. „duży kompakt”:
- Citroën Jumpy II (na rynku brytyjskim jako „Citroën Dispatch II”)
- Fiat Scudo II
- Peugeot Expert II
- Toyota ProAce

Trzy modele dostawcze drugiej generacji otrzymały w 2007 r. tytuł Samochodu Dostawczego Roku 2008 (International Van of the Year 2008).

## Spółka w Turcji

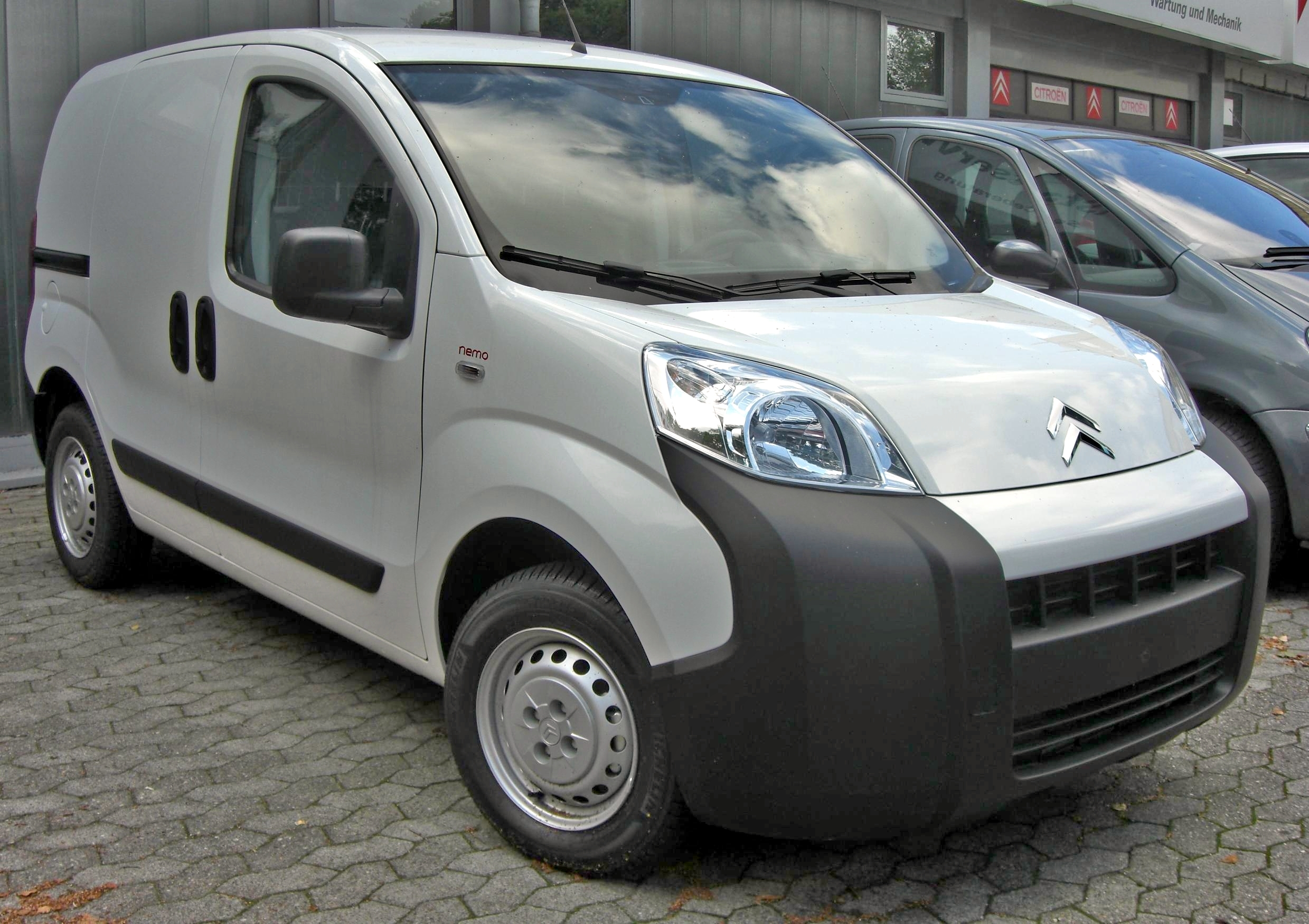
Citroën Nemo

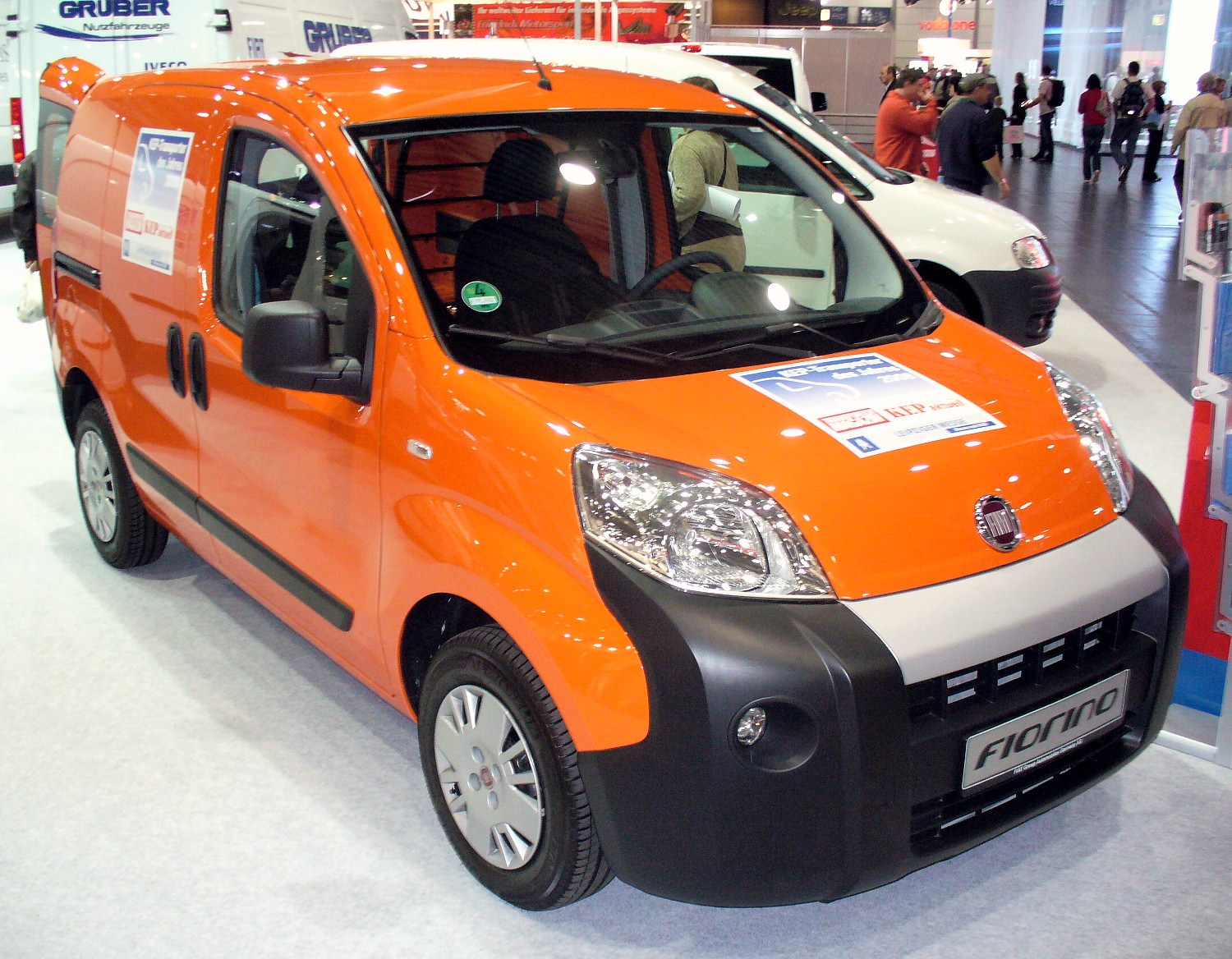
Fiat Fiorino II

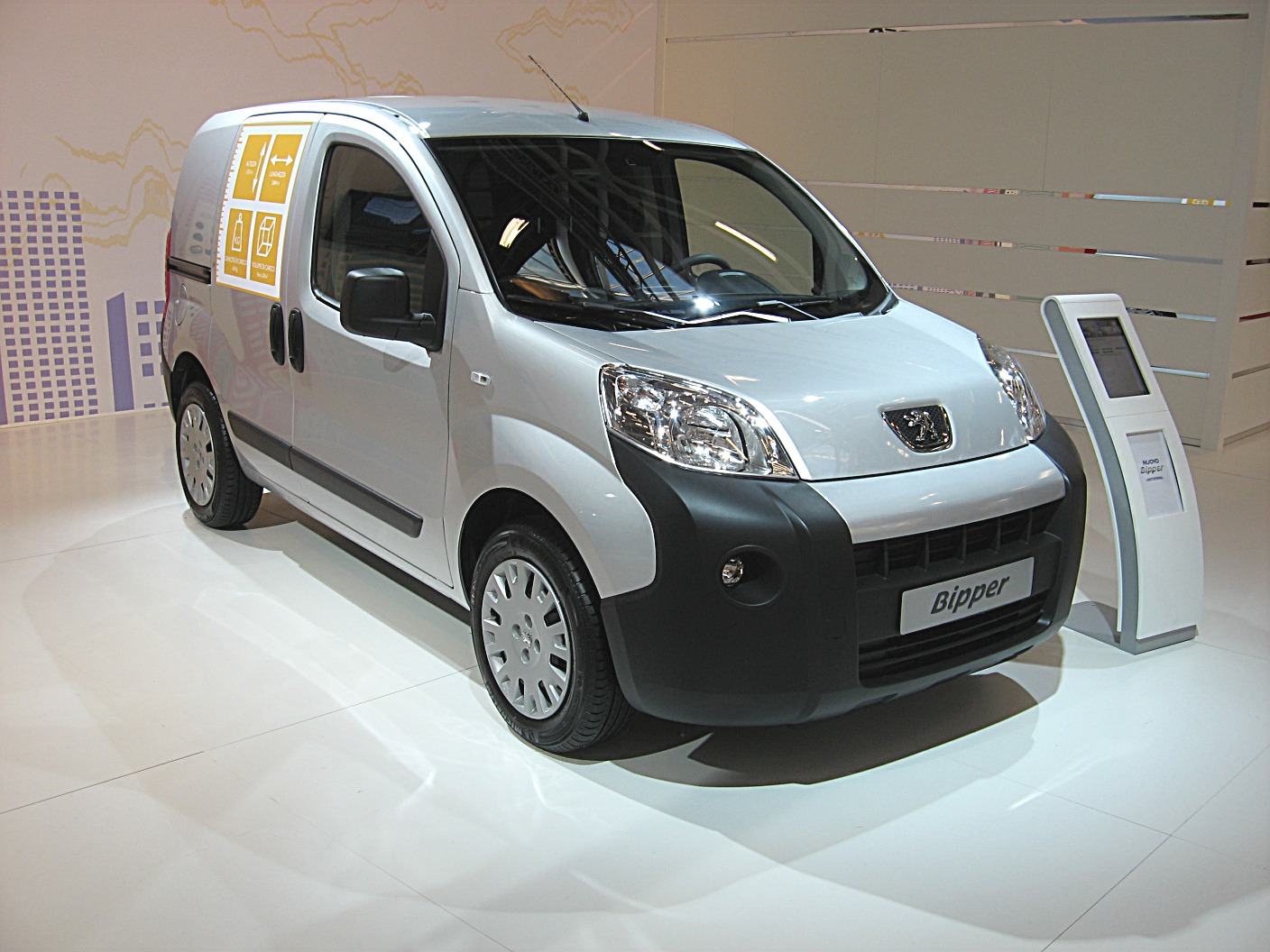
Peugeot Bipper

W połowie 2005 roku podpisano umowę o utworzeniu spółki w Turcji. W listopadzie 2007 r. rozpoczęła się produkcja w zakładzie w Bursie w Turcji. FIAT Auto i PSA Peugeot Citroën wspólnie z miejscową firmą Tofaş Türk Otomobil Fabrikasi A.Ş. uruchomiły tam produkcję lekkich samochodów dostawczych Fiat Fiorino oraz Citroën Nemo i Peugeot Bipper, powstają również ich wersje osobowe (np. Fiat Fiorino Qubo, Peugeot Bipper Tepee). Zdolność produkcyjna tych wszystkich modeli wynosi 158 tys. sztuk rocznie. Dwie trzecie produkcji ma być przeznaczone dla koncernu PSA Peugeot Citroën.
We wrześniu 2008 r. te trzy modele samochodów dostawczych otrzymały tytuł Samochodu Dostawczego Roku 2009 („International Van of the Year 2009”).
W 2017 zakończono produkcję Citroena i Peugeota, natomiast Fiat przeszedł lifting i jest produkowany do dziś.